# Residencia Dardanelli
La Residencia Dardanelli es un palacete de estilo academicista francés construido en 1912. Ubicado en la localidad de Bella Vista, Buenos Aires, fue también conocida como Villa Natalie y Casa Grande de Bella Vista.

## Historia

### Primeros años
La localidad de Bella Vista, ubicada en el partido de San Miguel, Buenos Aires, fue fundada el 18 de mayo de 1864 por el agrimensor Adolfo Sourdeaux, quien la proyectó como pueblo de veraneo, integrado exclusivamente por grandes quintas de recreo. El fundador de Bella Vista había nacido en Francia, por lo que son numerosos los edificios con un marcado estilo francés en ese lugar.

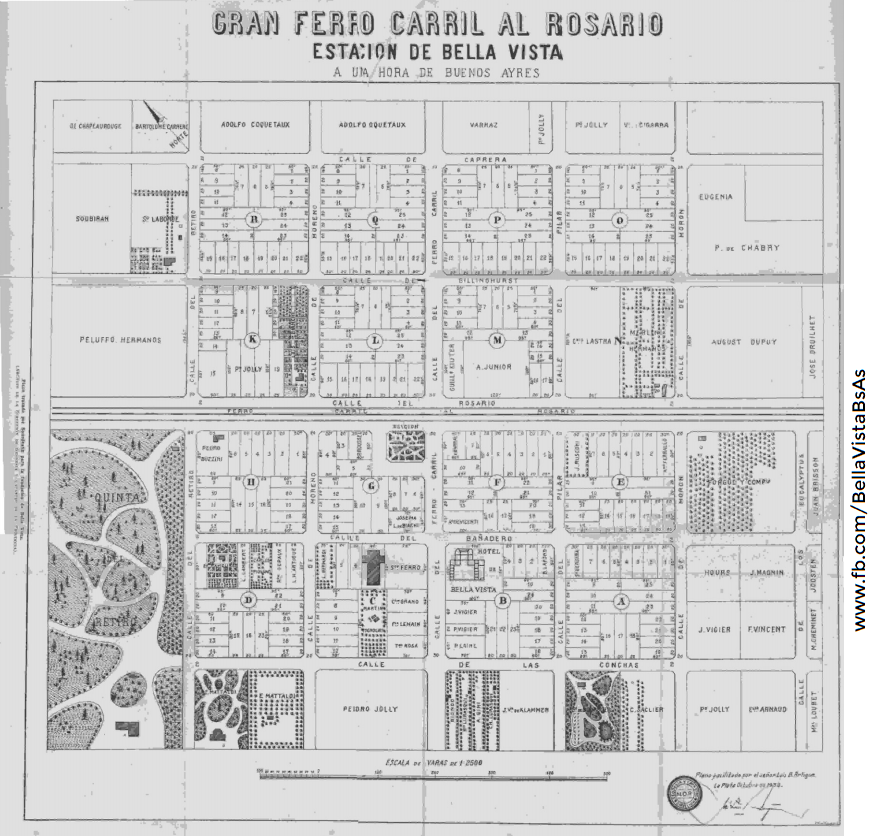
Plano de Bella Vista, 1880.

El crecimiento demográfico del Área Metropolitana de Buenos Aires y especialmente la llegada del Ferrocarril General San Martín impulsaron significativamente la construcción de residencias particulares en Bella Vista en las últimas dos décadas del siglo XIX. Así en 1880 el terreno donde actualmente se encuentra la Residencia Dardanelli figuraba como parte de la Quinta del Retiro, propiedad de Adolfo Sourdeaux, de casi diez hectáreas de extensión. Pocos años después, en 1889, ya se registra la primera subdivisión de parcelas en la manzana donde hoy se ubica el palacete.
Años más tarde, en 1912, finaliza la construcción de la residencia, en ese entonces conocida como "Villa Natalie". Erigida en el contexto de la Belle Époque, su estilo es marcadamente academicista francés. Se utilizaron para su edificación materiales de alta calidad, y las terminaciones en metal y cerramientos originales fueron realizadas por el mismo autor que diseñó aquellas del Teatro Colón, de allí la similitud entre unas y otras.

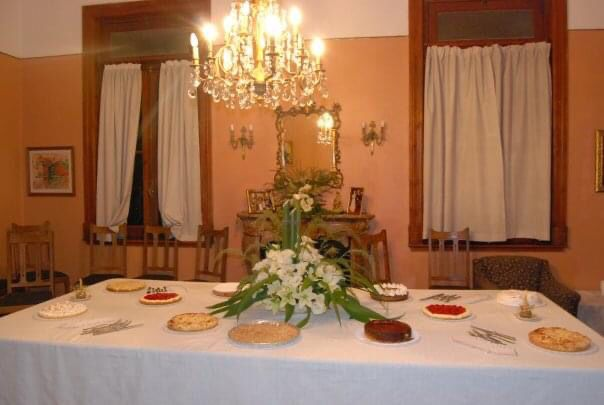
Antiguo comedor de la Residencia Dardanelli

### Familia Dardanelli
La residencia pasó luego, a mediados del siglo XX, a ser propiedad del abogado Caupolicán Jorge Castilla Saforcada y de su esposa Rosa Amelia Aguirre Villanueva. El Dr. Castilla en 1970 alquila la residencia a Julio Luis Dardanelli Poccard, radicado en Bella Vista junto a su familia desde hacía varios años, quien finalmente la compra tiempo más tarde, en el año 1972.
El Dr. Julio Luis Dardanelli Poccard, abogado, juez y funcionario, nacido el 13 de junio de 1918 en Zárate, hijo de Luis Roque Dardanelli, fue reconocido vecino de Bella Vista, ocupando cargos públicos de relevancia en dicho lugar, entre ellos Director de Salud Pública y Secretario de Bienestar Social del entonces Partido de General Sarmiento.

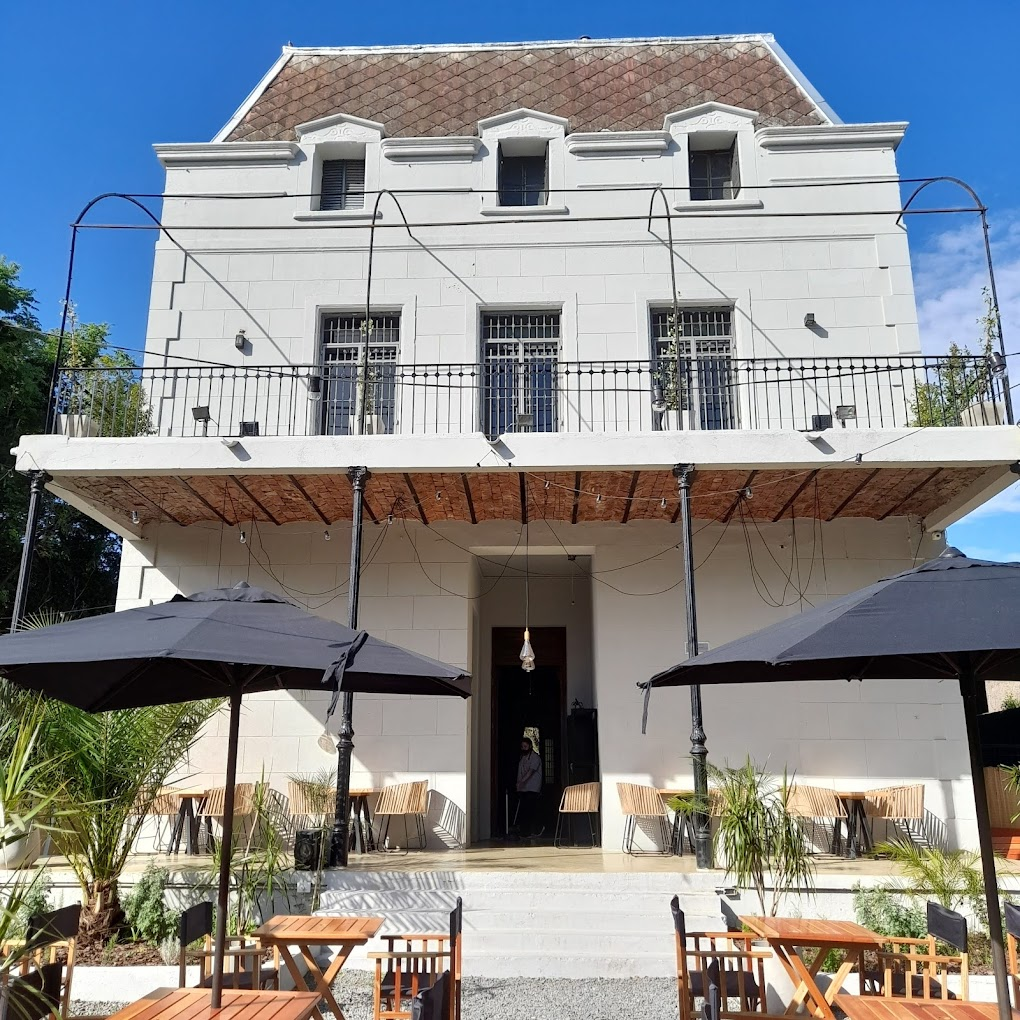
Contrafrente de la Residencia Dardanelli en la actualidad

Julio Dardanelli Poccard había contraído matrimonio con Marta Lía Torres de la Cruz, siendo padres de diez hijos, criados en la Residencia Dardanelli, que era conocida entonces como "Casa Grande" de Bella Vista. En 1994 la residencia pasó a ser propiedad de la familia Bernabó - Dardanelli, descendientes del Dr. Dardanelli Poccard y de Marta Torres de la Cruz.

### Actualidad
Luego de más de cien años siendo utilizado como vivienda familiar, el 7 de octubre de 2021 el predio pasa a tener un uso comercial, al inaugurarse en el edificio de la Residencia Dardanelli un restaurante especializado en vinos, llamado Cru Wine Bar, que en la actualidad sigue funcionando en ese lugar.

## Estilo

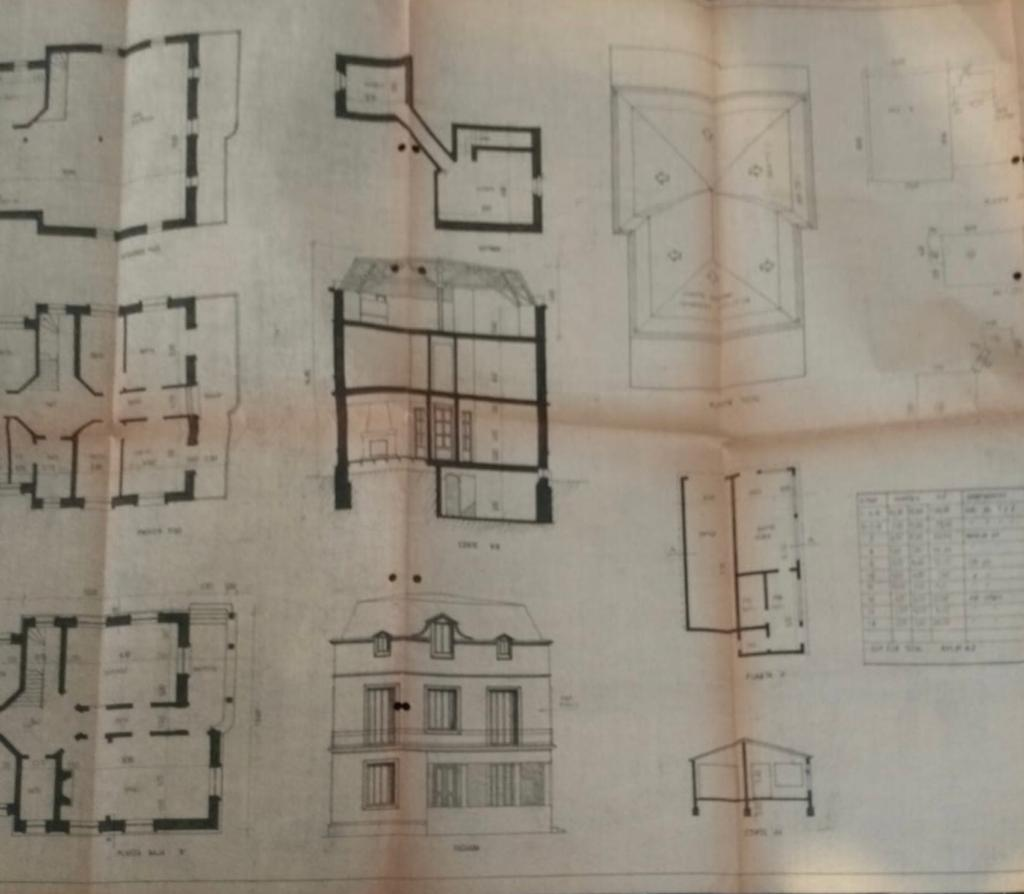
Planos originales de la Residencia Dardanelli

La Residencia Dardanelli es un claro exponente del estilo Beaux Arts, también conocido como academicismo francés, presente en numerosos edificios públicos y hôtels particuliers del Gran Buenos Aires. Aunque este estilo tuvo su apogeo en el período histórico conocido como Belle Époque, en Argentina su vigencia continuó varios años más. Algunos edificios contemporáneos de las mismas líneas en Buenos Aires ciudad son el Palacio San Martín, el Palacio Tezanos Pinto, o la Aduana de Buenos Aires.
En su diseño original, la residencia reflejaba una distribución típica de un petit hôtel de inspiración francesa, con un piano nobile en planta baja, un primer piso con dormitorios y espacios familiares, y un segundo piso destinado al servicio doméstico. Dos sótanos en el subsuelo habría cumplido las funciones de almacenamiento y conservación de los alimentos. 
En cuanto a su exterior, las paredes de símil piedra París son complementadas por una mansarda de tejas de pizarra escamada a cuatro aguas, con ventandas abuhardilladas que rematan el conjunto. La simetría de la fachada en todo el edificio y el hecho de no encontrarse adosado a ninguna otra construcción brindan armonía al conjunto. Pero la falta de balaustradas, pilastras u otros detalles arquitectónicos propios del estilo Beaux Arts bridan a esta residencia una sobriedad mayor a lo habitual en la arquitectura academicista. 